# West Midlands (megye)
West Midlands (Nyugat-Midlands) Anglia egyik nagyvárosi és ceremoniális megyéje az azonos nevű West Midlands régióban. Keletről Warwickshire, délről Worcestershire, nyugatról és északról Staffordshire megyékkel határos. 1986-ban megszűnt a megyei tanács, így közigazgatási központja nincs, kerületei a gyakorlatban önálló egységes hatósági jogkört élveznek. 
A nem-nagyvárosi és ceremoniális megye területe megegyezik. West Midlands Anglia második legnépesebb megyéje, 2014-ben 2 808 356-an lakták.

## Története
West Midlands nagyvárosi megyét az 1972-es önkormányzati törvény hozta létre Staffordshire, Worcestershire és Warwickshire szomszédos kerületeiből. Az új közigazgatási egység a Birmingham, Wolverhampton és Coventry által alkotott, sűrűn lakott ipari zónát foglalta magába. Ezek a városok már a középkorban is az ipari központjai voltak, Coventry a gyapjúszövőiről, Birmingham a fegyvergyártásáról, Wolverhampton lakatosairól volt híres. A környék vasérc- és szénbányái az ipari forradalom egyik leggyorsabban fejlődő régiójává tette az ún. Fekete megyét.      
1986-ig a megyének kétszintű közigazgatása volt: megyei tanács és kerületek, ám ekkor megszüntették valamennyi nagyvárosi megye tanácsát, így kerületei a gyakorlatban az egységes hatóságokkal megegyező jogokkal bírnak, hivatalos státuszuk azonban nem változott.   

## Földrajza
West Mindlands 902 km²-es területével a 42. a 48 angol ceremoniális megye között. Legmagasabb pontja a 271 méteres Turners Hill.  
West Midlands az egész Egyesült Királyság egyik legurbanizáltabb megyéje, nagyvárosai az ország harmadik legnépesebb (2,5 milliós) városi zónáját alkotják. A keleten fekvő Coventryt egy vidékies, kb. 25-km széles zóna valamennyire elkülöníti a nyugati, sűrűn lakott tömbtől. Az északi Sutton Coldfieldben található a 970 hektáros Sutton Park, Európa legnagyobb nem-fővárosi városi parkja. 
A legjelentősebb folyó a Tame, amely medencéjének 42%-a urbanizált területen fekszik. Mellékfolyói a Rea, Anker és Blythe. A megye egyéb folyói a Stour, Sowe és Sherbourne (utóbbi kettő Coventryn is átfolyik).

## Közigazgatás és politika

West Midlands megye térképe

West Midlands területe 7 kerületre (borough) oszlik:
| Nagyvárosi kerület    | Nagyvárosi kerület | Közigazgatási központ | Egyéb települések |
| --------------------- | ------------------ | --------------------- | --- |
| City of Birmingham    |                    | Birmingham            | Bearwood, Edgbaston, Great Barr, Hall Green, Handsworth, Northfield, Quinton, Soho, Sutton Coldfield                                                                  |
| City of Coventry      |                    | Coventry              | Allesley, Binley, Keresley, Stoke, Tile Hill |
| Dudley                |                    | Dudley                | Brierley Hill, Cradley, Halesowen, Kingswinford, Lye, Netherton, Stourbridge, Quarry Bank                                                                             |
| Sandwell              |                    | Oldbury               | Rowley Regis, Cradley Heath, Old Hill, Smethwick, Tipton, Tividale, Wednesbury, West Bromwich, Yew Tree                                                               |
| Solihull              |                    | Solihull              | Balsall Common, Bickenhill, Castle Bromwich, Chelmsley Wood, Dorridge, Elmdon, Hampton-in-Arden, Kingshurst, Knowle, Marston Green, Meriden, Monkspath, Hockley Heath |
| Walsall               |                    | Walsall               | Aldridge, Bloxwich, Brownhills, Darlaston, Pelsall, Pheasey, Shelfield, Willenhall                                                                                    |
| City of Wolverhampton |                    | Wolverhampton         | Bilston, Blakenhall, Bushbury, Oxley, Wednesfield |

West Midlands 28 képviselőt küld a parlament alsóházába. A 2015-ös választások után ezek közül 19 a Munkáspárt, 7 a Konzervatív Párt, 2 pedig a Liberális Demokraták jelöltje volt.

## Híres west midlandsiak
- Francis William Aston vegyész
- Edward Burne-Jones festő
- John Cadbury csokoládégyáros
- Barbara Cartland író
- Neville Chamberlain politikus
- Marlon Devonish atléta
- Duncan Edwards labdarúgó
- Francis Galton polihisztor
- Richard Hammond újságíró, televíziós
- Ann Haydon-Jones teniszező
- Nigel Hawthorne színész
- Jerome K. Jerome író
- Albert Ketèlbey zeneszerző
- Philip Larkin író
- Denise Lewis atléta

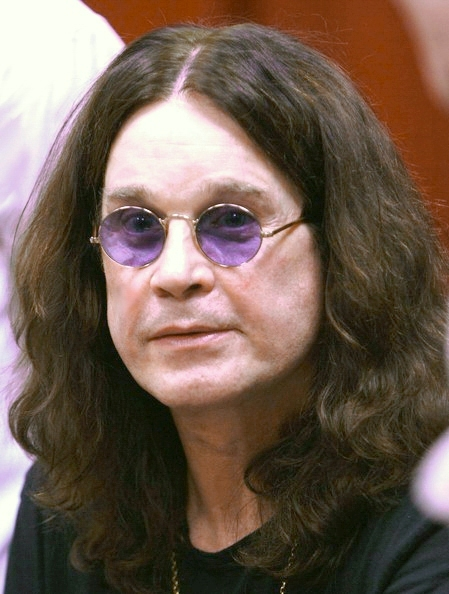
Ozzy Osbourne

- Nick Mason zenész, a Pink Floyd dobosa
- Alfred Noyes költő
- Ozzy Osbourne zenész
- Clive Owen színész
- Robert Plant zenész, a Led Zeppelin énekese
- Enoch Powell politikus, nyelvész
- Alfred Radcliffe-Brown szociálantropológus
- Daniel Sturridge labdarúgó
- John Taylor zenész, a Duran Duran gitárosa
- Julie Walters színész
- Frank Whittle mérnök
- Maurice Wilkes számítástechnikus
- Liam Payne énekes

## Látnivalók

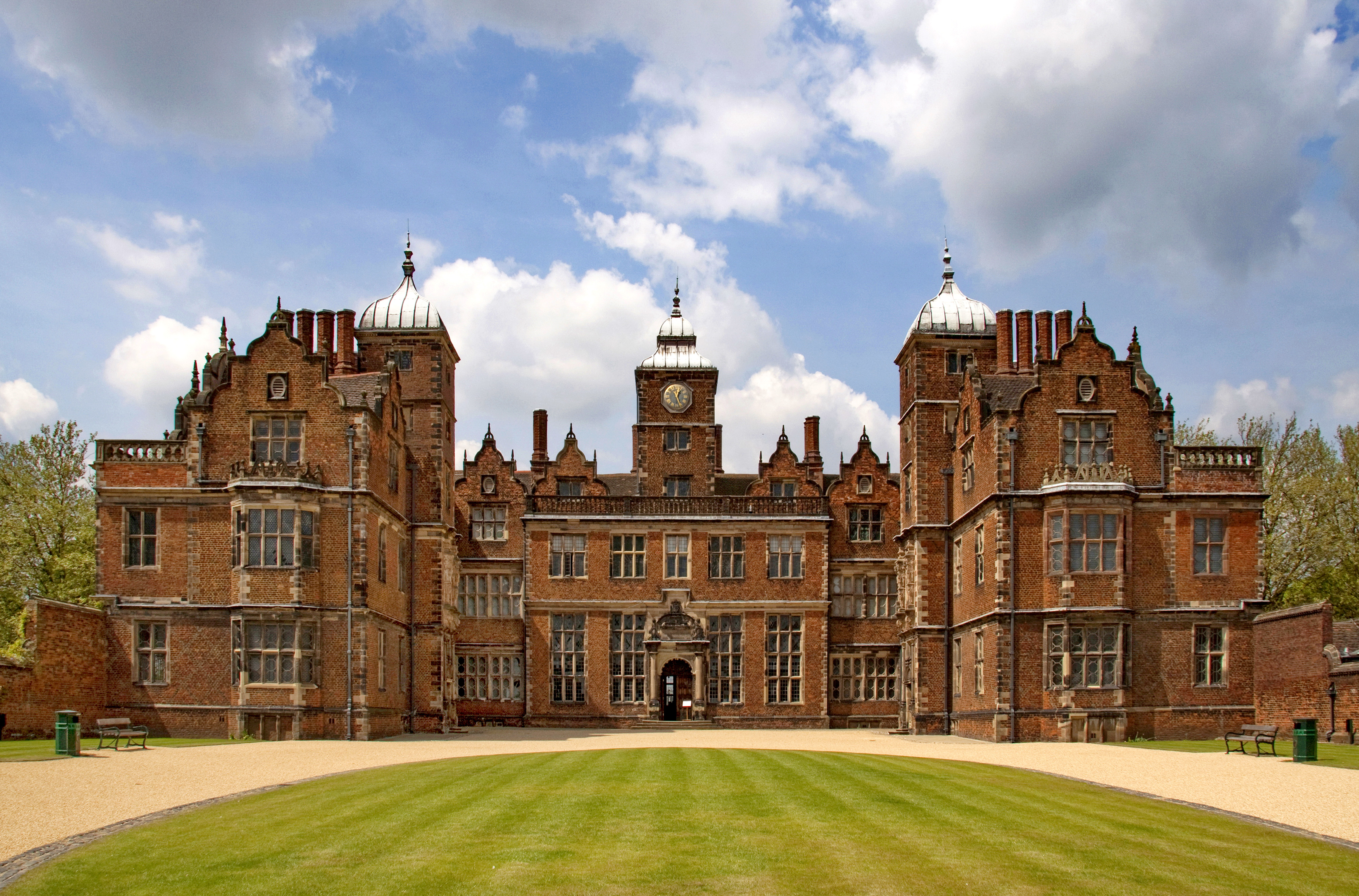
Aston Hall
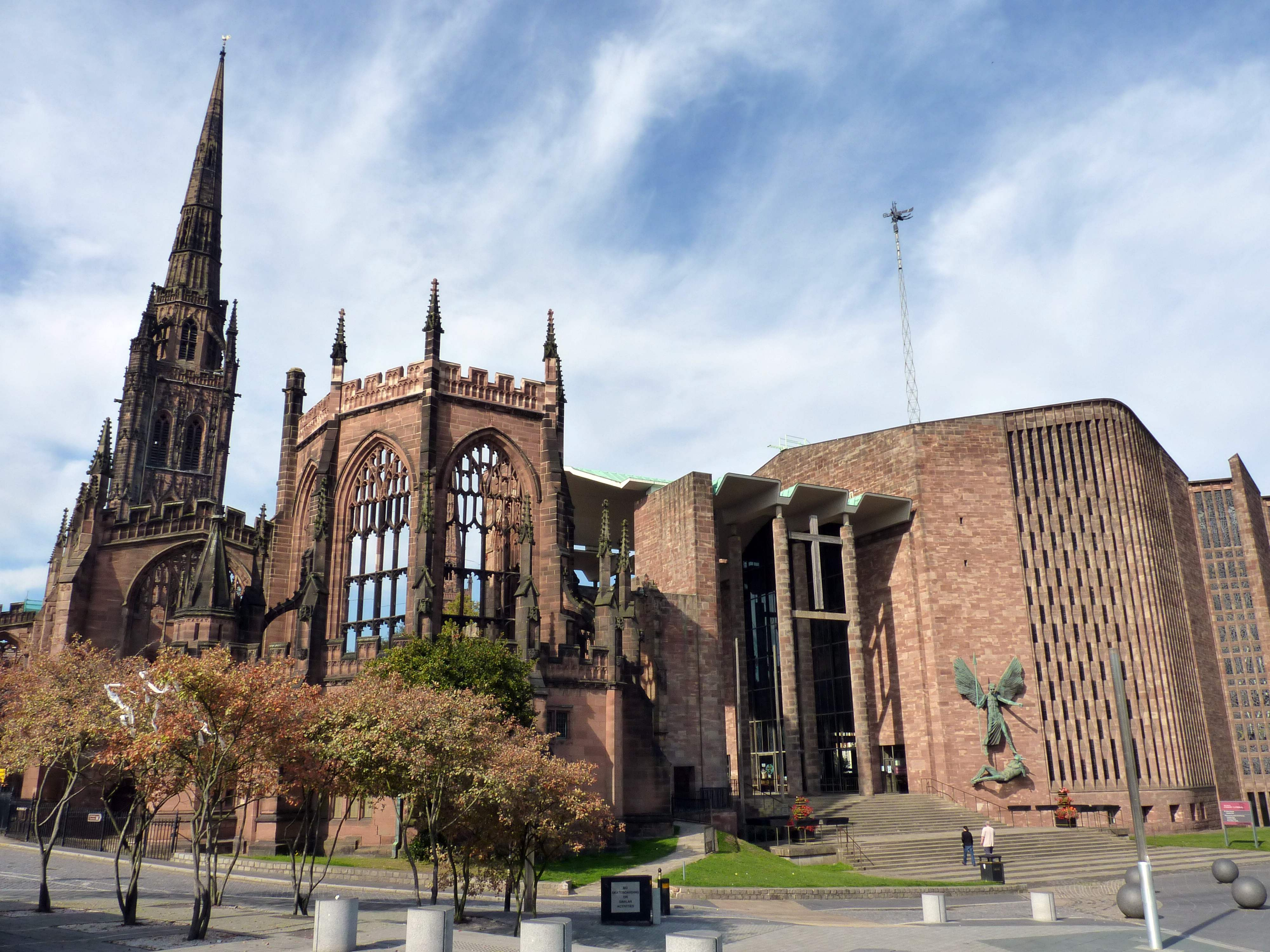
Coventry katedrálisa
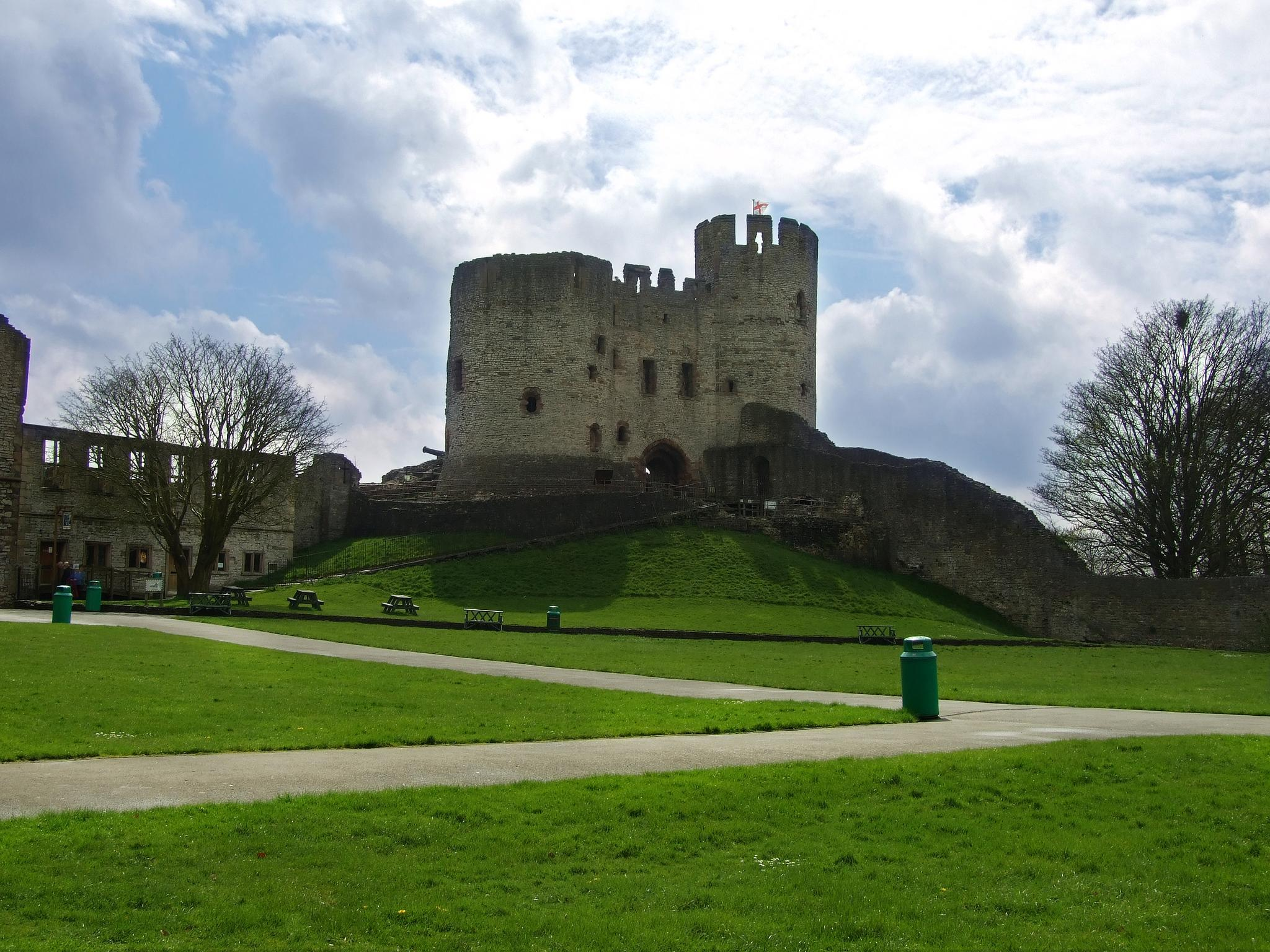
Dudley vára
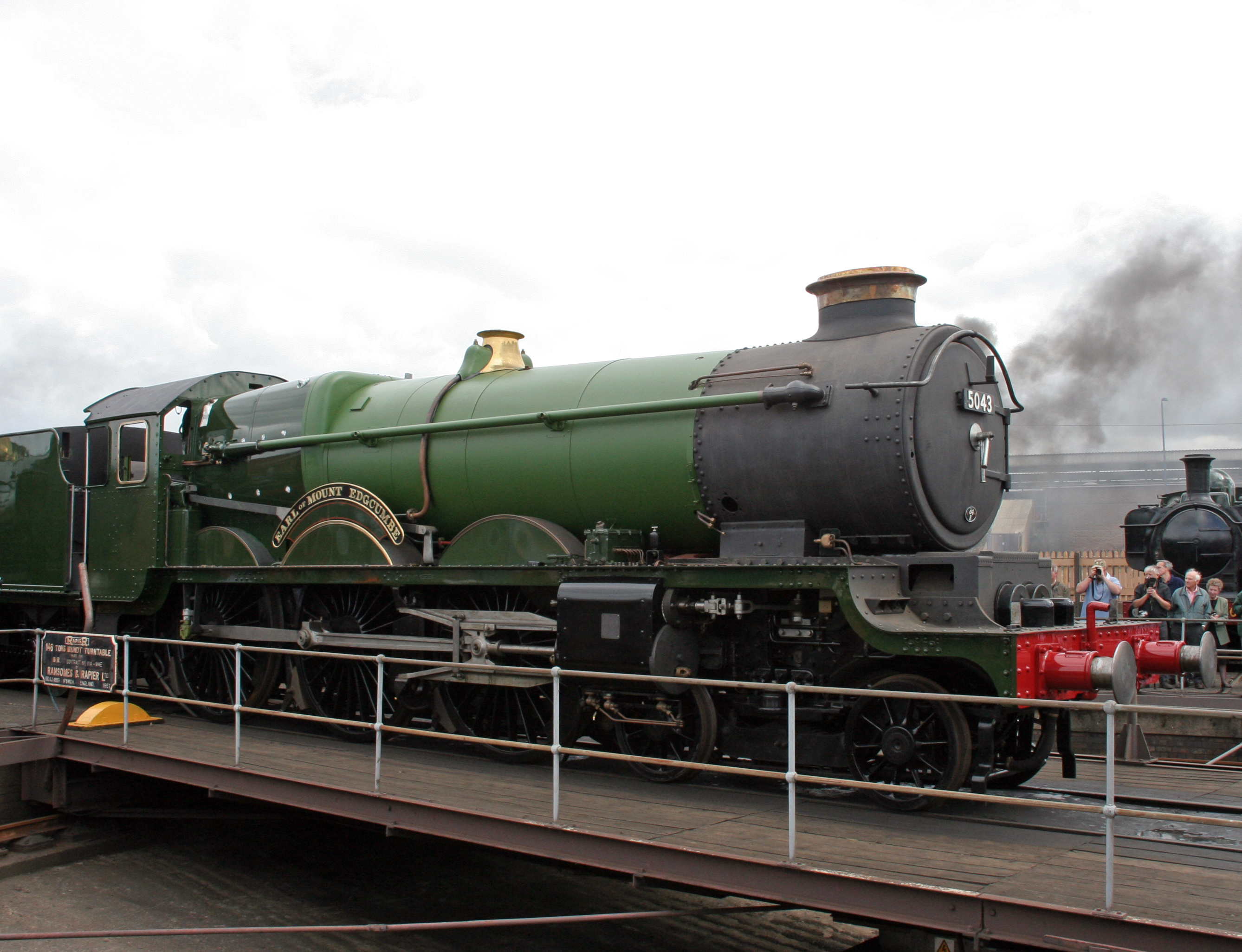
Tyseley Locomotive Works
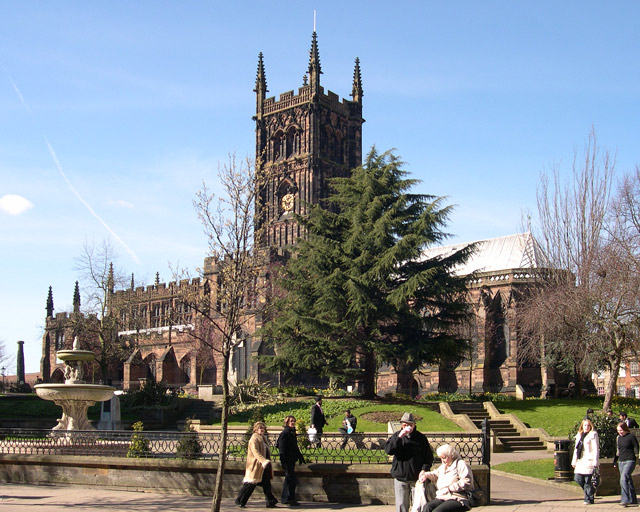
Wolverhamptoni Szt. Péter-templom
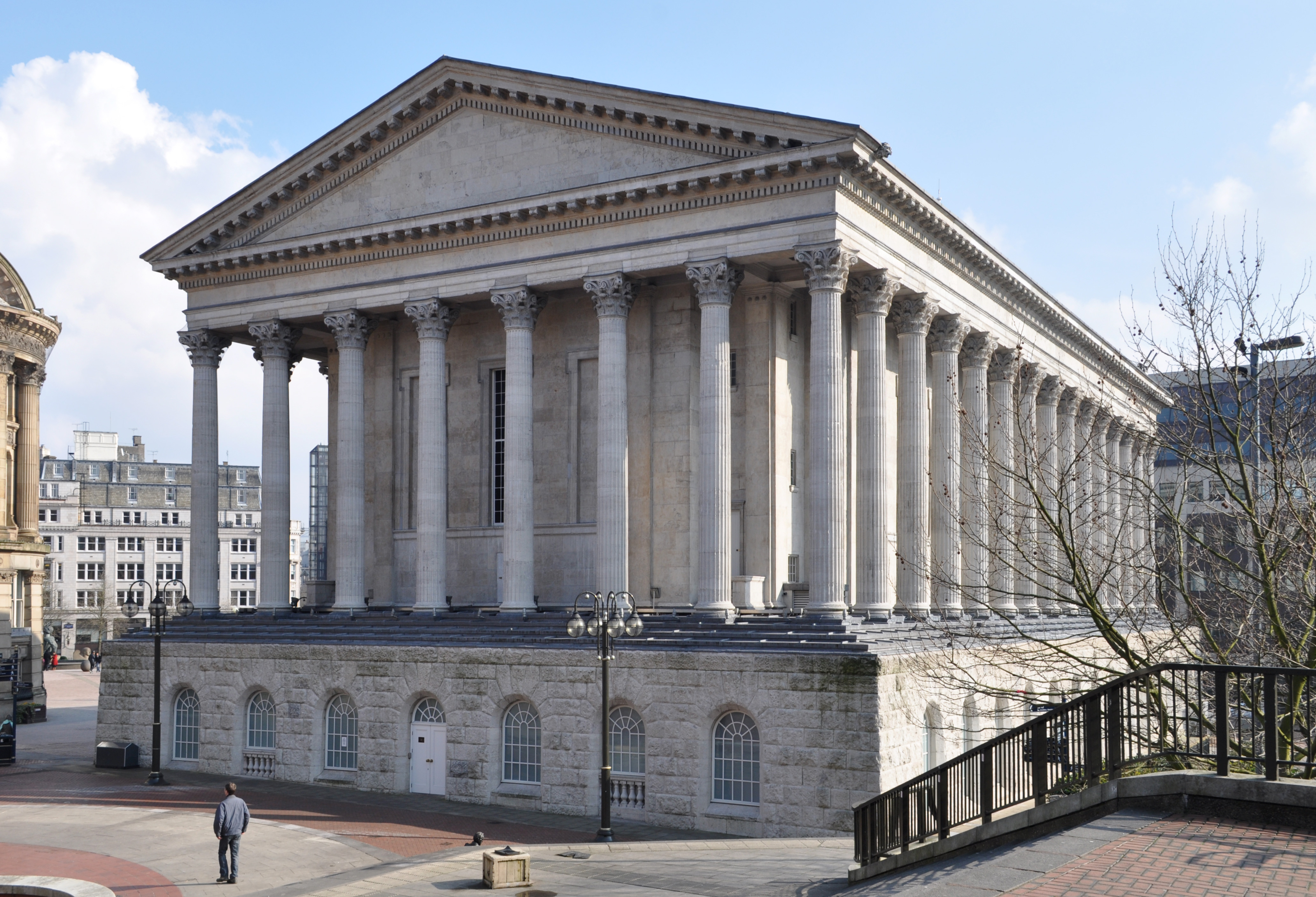
Birminghami városháza

## Fordítás
- Ez a szócikk részben vagy egészben  a   West Midlands című angol Wikipédia-szócikk ezen változatának fordításán alapul.  Az eredeti cikk szerkesztőit annak laptörténete sorolja fel. Ez a jelzés csupán a megfogalmazás eredetét és a szerzői jogokat jelzi, nem szolgál a cikkben szereplő információk forrásmegjelöléseként.